# Kamenska
Kamenska is een plaats in de gemeente Brestovac in de Kroatische provincie Požega-Slavonië. De plaats telt 1 inwoners (2001).